# Poppy Miller
Poppy Miller (* 28. Februar 1969 in Norwich, Norfolk) ist eine britische Schauspielerin.

## Karriere
Poppy Miller hatte Rollen in Fernsehserien wie beispielsweise Casualty, EastEnders oder Doctors. Im Fernsehfilm The Commander (2003) verkörperte sie die DC Carol Browning. Im Katastrophenfilm Die Flut – Wenn das Meer die Städte verschlingt (2007) mimte sie die Nikki Fuller. In der Fortsetzung des Films Best Exotic Marigold Hotel (2012) namens Best Exotic Marigold Hotel 2 (2015) agierte sie als Jodi. Unter anderem spielte sie Ginevra Molly Weasley in dem Theaterstück „Das verwunschene Kind“ (2016).

## Filmografie (Auswahl)
- 1997–2002: Casualty (Fernsehserie, 2 Folgen)
- 2000: EastEnders (Fernsehserie, eine Folge)
- 2000: The Knock (Fernsehserie, 2 Folgen)
- 2000–2002: Attachments (Fernsehserie, 23 Folgen)
- 2001: In Deep (Fernsehserie, 2 Folgen)
- 2002: Heartbeat (Fernsehserie, eine Folge)
- 2003: The Commander (Fernsehfilm)
- 2004: Red Cap (Fernsehserie, 6 Folgen)
- 2005: Derailed (Fernsehfilm)
- 2006: Nur über ihre Leiche (If I Had You, Fernsehfilm)
- 2006: New Tricks – Die Krimispezialisten (New Tricks, Fernsehserie, eine Folge)
- 2006: Goldplated (Fernsehserie, 8 Folgen)
- 2007: Die Flut – Wenn das Meer die Städte verschlingt (Flood)
- 2009: Emma (TV-Miniserie, 4 Folgen)
- 2010: Sex & Drugs & Rock & Roll
- 2012: House of Anubis (Fernsehserie, 38 Folgen)
- 2012: What You Will
- 2013: Der junge Inspektor Morse (Endeavour, Fernsehserie, eine Folge)
- 2015: Best Exotic Marigold Hotel 2 (The Second Best Exotic Marigold Hotel)